# 4-й меридіан західної довготи
4-й меридіан західної довготи — лінія довготи, що лежить на 4 градуси західніше Гринвіцького меридіана. Вона проходить від Північного полюса через Північний Льодовитий океан, Атлантичний океан, Європу, Африку, Південний океан та Антарктиду до Південного полюса.
4-й меридіан західної довготи формує велике коло разом із 176-тим меридіаном східної довготи.

## Список географічних об'єктів, що перетинає 4° зх. д.
Починаючи на Північному полюсі та рухаючись до Південного полюса, 4-й меридіан західної довготи проходить через:
| Координати                                               | Країна, територія або море | Примітки                                                 |
| -------------------------------------------------------- | -------------------------- | -------------------------------------------------------- |
| 90°0′ пн. ш. 4°0′ зх. д. / 90.000° пн. ш. 4.000° зх. д.  | Північний Льодовитий океан |                                                          |
| 81°52′ пн. ш. 4°0′ зх. д. / 81.867° пн. ш. 4.000° зх. д. | Атлантичний океан          |                                                          |
| 58°34′ пн. ш. 4°0′ зх. д. / 58.567° пн. ш. 4.000° зх. д. | Велика Британія            | Шотландія                                                |
| 57°56′ пн. ш. 4°0′ зх. д. / 57.933° пн. ш. 4.000° зх. д. | Північне море              | Затока Дорнох-Ферт[en]                                   |
| 57°50′ пн. ш. 4°0′ зх. д. / 57.833° пн. ш. 4.000° зх. д. | Велика Британія            | Шотландія                                                |
| 57°42′ пн. ш. 4°0′ зх. д. / 57.700° пн. ш. 4.000° зх. д. | Північне море              | Затока Морі-Ферт                                         |
| 57°36′ пн. ш. 4°0′ зх. д. / 57.600° пн. ш. 4.000° зх. д. | Велика Британія            | Шотландія — проходить через Мотервелл та східніше Глазго |
| 54°46′ пн. ш. 4°0′ зх. д. / 54.767° пн. ш. 4.000° зх. д. | Ірландське море            |                                                          |
| 53°15′ пн. ш. 4°0′ зх. д. / 53.250° пн. ш. 4.000° зх. д. | Велика Британія            | Уельс — проходить західніше Суонсі                       |
| 51°54′ пн. ш. 4°0′ зх. д. / 51.900° пн. ш. 4.000° зх. д. | Бристольська затока        |                                                          |
| 51°13′ пн. ш. 4°0′ зх. д. / 51.217° пн. ш. 4.000° зх. д. | Велика Британія            | Англія — проходить східніше Плімута                      |
| 50°18′ пн. ш. 4°0′ зх. д. / 50.300° пн. ш. 4.000° зх. д. | Ла-Манш                    |                                                          |
| 48°43′ пн. ш. 4°0′ зх. д. / 48.717° пн. ш. 4.000° зх. д. | Франція                    |                                                          |
| 47°51′ пн. ш. 4°0′ зх. д. / 47.850° пн. ш. 4.000° зх. д. | Атлантичний океан          | Біскайська затока                                        |
| 43°27′ пн. ш. 4°0′ зх. д. / 43.450° пн. ш. 4.000° зх. д. | Іспанія                    |                                                          |
| 36°45′ пн. ш. 4°0′ зх. д. / 36.750° пн. ш. 4.000° зх. д. | Середземне море            | Море Альборан                                            |
| 35°14′ пн. ш. 4°0′ зх. д. / 35.233° пн. ш. 4.000° зх. д. | Марокко                    |                                                          |
| 30°51′ пн. ш. 4°0′ зх. д. / 30.850° пн. ш. 4.000° зх. д. | Алжир                      |                                                          |
| 24°28′ пн. ш. 4°0′ зх. д. / 24.467° пн. ш. 4.000° зх. д. | Малі                       |                                                          |
| 13°26′ пн. ш. 4°0′ зх. д. / 13.433° пн. ш. 4.000° зх. д. | Буркіна-Фасо               |                                                          |
| 9°50′ пн. ш. 4°0′ зх. д. / 9.833° пн. ш. 4.000° зх. д.   | Кот-д'Івуар                | Проходить східніше Абіджана                              |
| 5°14′ пн. ш. 4°0′ зх. д. / 5.233° пн. ш. 4.000° зх. д.   | Атлантичний океан          |                                                          |
| 60°0′ пд. ш. 4°0′ зх. д. / 60.000° пд. ш. 4.000° зх. д.  | Південний океан            |                                                          |
| 70°19′ пд. ш. 4°0′ зх. д. / 70.317° пд. ш. 4.000° зх. д. | Антарктида                 | Проходить через Землю Королеви Мод (претендує Норвегія)  |